# Ядерна осінь
Ядерна осінь — гіпотетичний стан клімату одного з регіонів Землі в результаті обмеженої ядерної війни. Для моделювання ситуацій ядерної осені, як правило, використовується модель конфлікту, де сумарна потужність вибухів становить від 5 до 40 мегатонн (зазвичай це еквівалентно використанню 300—400 тактичних ядерних боєзарядів і / або нейтронної зброї). Імовірно подібний конфлікт може призвести до негативних екологічних наслідків для регіону — випадання кислотних опадів, зараженню ґрунтів і локальним епідеміям променевої хвороби, загибелі декількох урожаїв. Можливо загальне зниження температури на 1-2 °С. Імовірно, в регіоні відбудеться масова загибель широколистяних лісів. Хвойні ліси, можливо, зуміють вціліти і в перспективі дещо розширять свій ареал. У довгостроковій перспективі в регіоні, що пережив ефект «ядерної осені», можливе збільшення зимового періоду: початок зими в середині жовтня, закінчення — в середині квітня.
Моделювання ефекту «ядерної осені» використовувалося експертами на початку 1980-х років при аналізі можливого ядерного конфлікту в Європі на базі євроракет. У 2000-ті роки подібний ефект моделюється для гіпотетичних обмежених ядерних конфліктів в Індостані і на Корейському півострові. Ефект «ядерної осені» може виникнути і в результаті ураження ядерних об'єктів однієї з держав (гіпотетична операція США проти Ірану і КНДР).